# Монахтин, Фёдор Фёдорович
Фёдор Фёдорович Монахтин (Манахтин; 1775 или 1777 — сентябрь 1812; под Москвой) — генерал-майор (посмертно) русской армии. Участник войны третьей коалиции, Русско-турецкой и Отечественной войн. Герой Бородинского сражения.

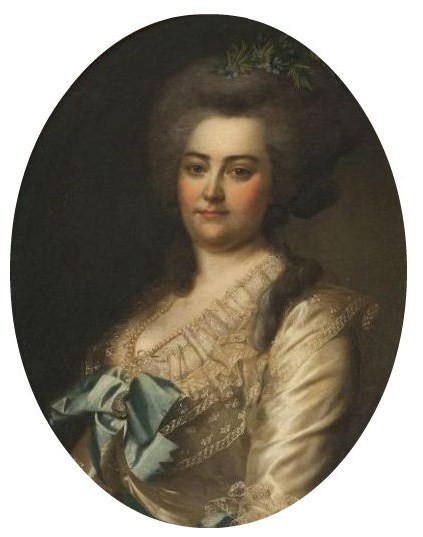
Анна Фёдоровна Монахтина, мать Фёдора.

## Биография

### Происхождение. Воспитание
Происходил из дворян. Сын обер-штер-кригскомиссара генерал-майора Фёдора Родионовича Монахтина (ум. 1790) от его брака с Анной Фёдоровной Диктоген (1759—1817), с января 1783 по январь 1798 года она состояла помощницей начальницы Воспитательного дома Общества благородных девиц. В декабре 1797 года по указу Павла I ей была передана в потомственное владение мыза Осиновая Роща.
В раннем детстве в 1782 году был записан на службу в один из гвардейских полков. По достижении соответствующего возраста поступил в Сухопутный шляхетный кадетский корпус в Санкт-Петербурге, из которого 6 января 1795 года был выпущен поручиком в Астраханский гренадерский полк. Со своим другом Сергеем Николаевичем Глинкой, вместе с которым Монахтин окончил кадетский корпус, был определён в число адъютантов генерал-аншефа князя Юрия Долгорукого.
Кроме военного дела Монахтин в совершенстве изучил немецкий и французский языки. По отзыву Сергея Глинки, «Ум его был обогащён глубокими познаниями, и он удивлял природных германцев и французов знанием их языков». При всём этом Монахтин никогда не занимал первых мест ни в одном из корпусных классов.

### Первые годы службы
Из Астраханского гренадерского полка Монахтин через некоторое время был переведён в Тенгинский мушкетёрский полк. 3 января 1800 года произведён в подполковники. Позже был переведён в Московский мушкетёрский полк.
11 июня 1801 года был уволен в отставку по сентенции (приговору) военного суда, но 4 августа 1802 вновь принят в службу в тот же Московский мушкетёрский полк. С 3 января 1803 по ноябрь 1804 года исполнял должность командира того полка (по другим сведениям командир полка с 29 декабря 1802 по 9 января 1805). 17 марта 1805 года Монахтин был назначен командиром Новгородского мушкетёрского полка (переведён в него 15 апреля). По отзыву служившего в то время в Московском мушкетёрском полку Ивана Бутовского:
Несмотря на его строгость, мы весьма о нём жалели, да и он расстался с нами неравнодушно. <…> Московский полк доведён был Монахтиным до желаемого совершенства.
С прибывшим ему на смену из лейб-гвардии Измайловского полка полковником Николаем Семёновичем Сулимой у Монахтина произошёл конфликт, дошедший до дуэли на шпагах, в результате которой у Сулимы была разрублена шляпа и лоб, а у Монахтина поранены два пальца на правой руке. О произошедшей дуэли начальство узнало только после объявления похода в Австрию против Наполеона I.

### Война третьей коалиции
В том же 1805 году Монахтин принял участие в войне третьей антинаполеоновской коалиции. 20 ноября, в день сражения под Аустерлицем, он находился в 4-й русско-австрийской колонне под начальством генерал-лейтенанта Милорадовича. С двумя батальонами своего полка Монахтин был послан занять находившуюся впереди деревню Пунтовиц. Русско-австрийское командование, не располагая точными разведданными о расположении противника, предполагало, что он находился на значительном расстоянии, и войска шли не в боевом, а в походном порядке с ранцами за плечами. Французский же корпус под начальством бригадного генерала Николы Жана де Дьё Сульта, уже к тому времени занявший ту деревню, внезапно в 8:30 утра атаковал русский авангард Монахтина на марше. Позади французских колонн, показавшихся на всех высотах, находился сам Наполеон I. После ружейного залпа французы устремились в атаку. Из воспоминаний участника Аустерлицкого сражения Ивана Бутовского:
Вдруг из-за бугра, на самом близком расстоянии, показались неприятельские войска. Монахтин командует: „Во фронт! Ранцы долой!“; но в ту минуту, как солдаты, наклонясь, снимали ранцы, французы дали меткий залп, и в рядах поднялись люди только через два и три человека.
Монахтин, подняв шпагу, изготовился к бою, но остатки его батальонов, не внимая приказам своего командира, ринулись назад. Находившийся в отчаянии Монахтин, не сходя с места и держа шпагу «на отбой», на глазах у Милорадовича и самого императора Александра I был окружён французами и захвачен в плен. Позже он был отбит казаками.
23 апреля 1806 года Монахтин был произведён в полковники.

### Русско-турецкая война
Монахтин принимал участие в начавшейся в 1806 году Русско-турецкой войне. 14 ноября «за исправность своего полка» ему было объявлено «удовольствие его императорского величества». 17 декабря, во время осады Измаила, с двумя построенными в каре батальонами Новгородского мушкетёрского полка отразил атаку значительно превосходящих по численности янычар, совершивших в тот день вылазку из цитадели.
23 января 1808 года вновь был назначен командиром Московского мушкетёрского полка (с 28 февраля 1811 Московский пехотный полк).

### Отечественная война
15 июня 1812 года, во время Отечественной войны, Монахтин был назначен исполняющим должность начальника штаба 6-го пехотного корпуса генерала от инфантерии Дмитрия Дохтурова, находившегося в составе 1-й Западной армии. Особо отличился в Смоленском сражении 4—6 августа. При управлении штабом корпуса Монахтин сумел вывести из окружения полки, «со всех сторон непрестанно тревожимые неприятелем». При этом, видя тяжёлые условия раненых при их транспортировке, отдал распоряжение ротным командирам развести из их числа нижние чины по окрестным от дороги деревням. Сельским же старостам строго наказывалось «схоронить от французов» раненых, чтобы они не были взяты неприятелем в плен. За отличие под Смоленском был представлен к производству в генерал-майоры.
25 августа, накануне Бородинского сражения, возглавлял работы по сооружению люнета на Курганной высоте (центральная батарея). В самом начале сражения 26 августа с егерскими полками прибыл для поддержки лейб-гвардии Егерского полка, удерживавшего мост через реку Колочу. Около 6 часов утра с батальоном 1-го егерского полка успешно контратаковал неприятеля, захватившего село Бородино. В то время командующий 4-м корпусом армии Наполеона вице-король Италии дивизионный генерал принц Евгений Богарне сумел опрокинуть русскую тяжёлую кавалерию и загнать её в болото. Бывший на тот момент поручиком князь Александр Меншиков, стоявший тогда «с полком в болоте по пояс», в дальнейшем вспоминал:
Евгений бил нас как уток, и нам оставалось только креститься и падать в воду; вдруг слышим русский барабан и видим батальон пехоты, идущий бегом к нам на выручку. Евгений был сам так утомлён, что свежий батальон стоил корпуса. Евгений отступил, и мы спасены. Спасителем нашим был армейский полковник Монахтин.
В 11-м часу утра Курганная батарея (батарея Раевского) во второй раз была занята французскими войсками (частями 14-й пехотной дивизии) под началом генерала Жана-Батиста Бруссье. Монахтин повёл батальон пехоты из полка 7-й пехотной дивизии на ту командующую высоту и штыковой атакой вторично выбил оттуда неприятеля. Во время рукопашной схватки он дважды был ранен штыком в левую ногу. Когда французские войска (30-й линейный полк) под началом бригадного генерала Бонами де Бельфонтена в третий раз пошли на штурм батареи, Монахтин, указывая на неё, успел прокричать солдатам:
Ребята! Представьте себе, что это — Россия, и отстаивайте её грудью!
В тот же момент Монахтин получил пулевое ранение (по другой версии картечью) в живот, и находившийся при нём старший адъютант поручик Дубельт тут же вывел его на перевязочный пункт.

### Лечение от ран и смерть
Несколько дней Монахтин находился на излечении ран в Москве. Историк Иван Петрович Липранди отмечал, что по заверению корпусного доктора Кошеревского, который его перевязывал, раны были не смертельны. Два штыковых удара были нанесены в ляжку, а пуля, попавшая в живот, прошла через сальник, особо не повредив внутренности. Тем не менее, ряд источников указывает на то, что раны были тяжёлыми.
30 августа, когда раненого Монахтина везли на бричке, его случайно встретил находившийся тогда в Москве по особенным поручениям бывший его «корпусной сопитомец» Сергей Николаевич Глинка. Последний отмечал, что Монахтин сильно мучился от ран. В тот день он препроводил Монахтина в дом также тяжело раненного генерал-майора князя Голицына.
В первых числах сентября 1812 года, находясь уже за пределами Москвы и узнав, что она сдана неприятелю, Монахтин в досаде сорвал с себя все перевязки и вскоре умер. Исключён из списков умершим 20 сентября 1813 года. Приказом от 31 октября 1812 года посмертно был произведён в генерал-майоры. Его мать Анна Фёдоровна воздвигла ему памятник с надписью: «Единственному моему сыну».

## Награды
- Орден Святого Владимира 4-й степени с бантом
- Орден Святой Анны 2-й степени
- Орден Святого Иоанна Иерусалимского
- Золотая шпага «За храбрость»

По сообщению Сергея Глинки, после смерти Монахтин был представлен к ордену Святого Георгия (4-й степени).

## Память
По мнению ряда исследователей Монахтину были посвящены строки из стихотворения Лермонтова «Бородино»:
Полковник наш рождён был хватом:

Слуга царю, отец солдатам…

Да, жаль его: сражён булатом,

Он спит в земле сырой.